# براين كيني
براين كيني (بالإنجليزية: Bryn Kenney)‏ هو لاعب بوكر أمريكي، ولد في 8 مايو 1986 في لونغ بيتش في الولايات المتحدة.